# Arctia flavosignata
Arctia flavosignata là một loài bướm đêm thuộc phân họ Arctiinae, họ Erebidae.